# Natagaima
Natagaima è un comune della Colombia facente parte del dipartimento di Tolima.
L'abitato venne fondato da Juan de Borja nel 1608, mentre l'istituzione del comune è del 21 febbraio 1863.